# Route nationale 630
Pour les articles homonymes, voir Route 630.
La route nationale 630 ou RN 630 était une route nationale française reliant Montauban à Lavaur. À la suite de la réforme de 1972, elle a été déclassée en RD 930 en Tarn-et-Garonne et en RD 630 dans la Haute-Garonne et dans le Tarn.

## Ancien tracé de Montauban à Lavaur (D 930 & D 630)

### Tracé de la D930 (Tarn-et-Garonne)
- Montauban, lieu-dit Albasud
- Bressols (km 1)
- Labastide-Saint-Pierre (km 6)
- Orgueil (km 10)
- Nohic (km 13)

### Tracé de la D630 (Haute-Garonne et Tarn)
- Villemur-sur-Tarn, lieu-dit Magnanac (km 18)
- Bessières (km 30)
- Buzet-sur-Tarn (km 34)
- Saint-Sulpice (km 38)
- Lavaur (km 52)